# Aedes washinoi
Aedes washinoi är en tvåvingeart som beskrevs av Lanzaro och Mark D.B. Eldridge 1992. Aedes washinoi ingår i släktet Aedes och familjen stickmyggor.
Artens utbredningsområde är Kalifornien. Inga underarter finns listade i Catalogue of Life.